# Аллен, Дик
Ричард Энтони Аллен (англ.  Richard Anthony Allen , 8 марта 1942, Wampum, Пенсильвания — 7 декабря 2020, Wampum, Пенсильвания) — американский профессиональный бейсболист, известный по прозвищам «Крэш» и «Вампумский разбойник». За 15 лет своей карьеры в Главной лиге бейсбола (MLB) он играл на позиции игрока первой и третьей базы, в частности за «Филадельфия Филлис» и «Чикаго Уайт Сокс», и был одним из лучших бейсбольных слаггеров 1960-х и начала 1970-х годов.
Семикратный участник Матча всех звезд, Аллен начал свою карьеру в составе «Филлис», будучи выбранным новичком года Национальной лиги (NL) в 1964 году, а в 1972 году стал самым ценным игроком Американской лиги (AL) в составе «Чикаго Уайт Сокс». Он дважды лидировал в Американской лиге по количеству хоум-ранов, один раз в Национальной лиге по проценту слаггинга и дважды в Американской лиге, а также по одному разу в каждой из высших лиг по проценту попаданий на базу . Процент отбивания мяча Алленом за карьеру, равный 0,534, был одним из самых высоких в его эпоху в эпоху сравнительно скромной результативности в нападении. 3 сентября 2020 года, за несколько месяцев до его смерти, «Филлис» вывели из обращения номер Аллена 15. 27 июля 2025 года Аллен был включён в Зал славы бейсбола.